# التقاء الساكنين
التقاء الساكنين أو اجتماع الساكنين هو التقاء حرفين ساكنين متتاليين في كلمة واحدة أو في كلمتين (بين كلمتين). ويصعب الانتقال من الحرف الساكن الأول للنطق بالحرف الساكن الذي يليه؛ لذا اقتضى أن يكون بينهما فاصل صوتي (كالتحريك أو المد) أو يتم حذف الساكن الأول في حالة معينة ستم ذلك تباعًا.

## في العربية
هو اقتران حرفين ساكنين كلاهما حرف صحيح، أو أولهما حرف مد وثانيهما حرف صحيح أو العكس، أو كلاهما حرف مد. عندها، توجب القاعدة إلغاء الارتباط بطرائق كثيرة منها بأن
- يحرك الحرف الساكن الأول بالكسر مثال  :

طارتِ الْخفافيش
- أو يحذف، مثال  :

قُلْ قولي ، سِرْ سيري ، نَمْ نامي
- أو يحرك الثاني بالفتح.مثال  :

؟؟؟
اجتماع الساكنين على حدة، وهو جائز، هو ما كان الأول حرف مد والثاني مدغما فيه،.
دابة ، وخويصة في تصغير خاصة
اجتماع الساكنين على غير حدة، وهو غير جائز، هو ما كان على خلاف الساكنين على حدة، وهو إما ألا يكون الأول حرف مد أو لا يكون الثاني مدغما فيه.
؟؟؟

## في اللغات الأخرى
- اجتماع ساكنين في الإنجليزية

## وصلات خارجية
- الصمادي، خليل. التقاء الساكنين في اللغة العربية. 23-10-2008